# Saverio Costanzo
Saverio Costanzo (Roma, 28 de septiembre de 1975) es un director de cine italiano.

## Biografía
Graduado en Sociología de la Comunicación por la Universidad de Roma La Sapienza, Costanzo hizo varios programas radiofónicos, dirigió algunos telefilmes para la RAI e hizo anuncios comerciales. En los años noventa se trasladó a Nueva York donde trabajó como ayudante de dirección y documentalista. En 2001, junto con Mario Gianani, creó la productora Offside, realizando documentales y programas de carácter histórico para la televisión. En 2004 dirigió Private, su primer largometraje, película con la que obtuvo algunos premios, como el Pardo d'oro y el del jurado en el Festival Internacional de Cine de Locarno del mismo año.
El año siguiente, Costanzo fue aclamado con el premio Nastro d'argento y el David de Donatello, como mejor cineasta emergente del 2005. Su segunda obra, In memoria di me, se presenta por primera vez en 2007 en el Festival Internacional de Cine de Berlín. En 2010 presentó la versión cinematográfica de la novela ganadora del premio Strega de Paolo Giordano, “La soledad de los números primos”, que dividió a la crítica en el Festival de Venecia de 2010.

### Vida privada
Saverio Costanzo es hijo de Maurizio Costanzo y de la periodista Flaminia Morandi. Tiene una hermana mayor, Camilla. En 2007 nacieron sus dos hijos de su compañera Sabrina Nobile. Actualmente está ligado sentimentalmente con la actriz Alba Rohrwacher.

## Filmografía

### Cine
- Domicilio privado (2004)
- In memoria di me (2007)
- La soledad de los números primos (2010)
- Hungry Hearts (2014)
- Por fin amanece (2023)

### Televisión
- In Treatment – serie TV (2013-2017)
- L'amica geniale – serie TV (2018-in corso)[5]

### Documentales
- Caffè Mille Luci, Brooklyn, New York (1999)
- Sala rossa (2002)

## Premios y reconocimientos
Festival Internacional de Cine de Venecia
| Año  | Categoría                                     | Trabajo nominado | Resultado |
| ---- | --------------------------------------------- | ---------------- | --------- |
| 2014 | Premio Francesco Pasinetti - Mención especial | Hungry Hearts    | Ganador   |
| 2014 | Mención UNICEF                                | Hungry Hearts    | Ganador   |
| 2017 | Premio SIAE                                   | -                | Ganador   |

- 2004 - Festival Internacional de Cine de Locarno
  - Pardo d'oro per Private[8]
- 2005 - Premio David de Donatello
  - Miglior regista esordiente per Private[9]
- 2005 - Nastro d'argento
  - Miglior regista esordiente per Private[10]
- 2007 - Premio Flaiano
  - Miglior sceneggiatura per In memoria di me[11]